# Tropicale Amissa Bongo 2014
La 9e édition de la Tropicale Amissa Bongo a eu lieu du 13 au 19 janvier 2014. Cette compétition est organisée au Gabon et fait un passage lors de la première étape par le Cameroun. La course fait partie du calendrier UCI Africa Tour 2014 en catégorie 2.1.
L'épreuve a été remportée par l'Érythréen Natnael Berhane (Europcar) qui devient le premier Africain à s'imposer sur l'épreuve. Il devance, grâce au bonifications, l'Espagnol Luis León Sánchez (Caja Rural-Seguros RGA), vainqueur de la première étape, d'une seconde. Egoitz García (Cofidis), un autre Espagnol, complète le podium à deux secondes du vainqueur,,.
Berhane remporte également le classement des points chauds alors que sa formation française Europcar termine meilleure équipe. Pour les autres classements annexes, le Belge Roy Jans (Wanty-Groupe Gobert) lauréat de la troisième étape remporte celui par points, son coéquipier le Néerlandais Marco Minnaard celui du meilleur grimpeur alors que le Français Florian Sénéchal (Cofidis) termine meilleur jeune.

## Présentation
L'épreuve est la course de reprise pour la saison 2014 pour plusieurs équipes. Elle a aussi la particularité de mélanger les équipes UCI ainsi que les équipes nationales d'Afrique dans lesquelles courent de nombreux amateurs. Les coureurs et équipes françaises ont l'habitude de s'illustrer sur la course avec respectivement sept et huit victoires au classement général sur les huit éditions.

### Parcours
La première étape arrive comme l'année précédente au Cameroun sur un parcours relativement plat. S'ensuivent d'autres étapes plates avant une arrivée en circuit à Libreville. L'épreuve totalise 960,3 km répartis en sept étapes dont la plus longue qui se coure sur 190,4 km,,.

### Équipes
Classée en catégorie 2.1 de l'UCI Africa Tour, la Tropicale Amissa Bongo est par conséquent ouverte aux UCI ProTeams dans la limite de 50 % des équipes participantes, aux équipes continentales professionnelles, aux équipes continentales et aux équipes nationales.
L'organisateur a communiqué une première liste des équipes invitées le 14 novembre 2013 puis a annoncé les autres formations participantes le 28 décembre 2013. 15 équipes participent à cette Tropicale Amissa Bongo - 1 ProTeam, 4 équipes continentales professionnelles, 1 équipe continentale et 9 équipes nationales :
| Nom de l'équipe | Pays   | Code |
| --------------- | ------ | ---- |
| Europcar        | France | EUC  |

| Nom de l'équipe        | Pays           | Code |
| ---------------------- | -------------- | ---- |
| Caja Rural-Seguros RGA | Espagne        | CJR  |
| Cofidis                | France         | COF  |
| MTN-Qhubeka            | Afrique du Sud | MTN  |
| Wanty-Groupe Gobert    | Belgique       | WGG  |

| Nom de l'équipe | Pays    | Code |
| --------------- | ------- | ---- |
| Vélo Club Sovac | Algérie | VCS  |

| Nom de l'équipe                   | Pays          | Code |
| --------------------------------- | ------------- | ---- |
| Équipe nationale du Burkina Faso  | Burkina Faso  | BUR  |
| Équipe nationale du Cameroun      | Cameroun      | CMR  |
| Équipe nationale de Côte d'Ivoire | Côte d'Ivoire | CIV  |
| Équipe nationale d'Érythrée       | Érythrée      | ERI  |
| Équipe nationale d'Éthiopie       | Éthiopie      | ETH  |
| Équipe nationale du Gabon         | Gabon         | GAB  |
| Équipe nationale du Maroc         | Maroc         | MAR  |
| Équipe nationale de Namibie       | Namibie       | NAM  |
| Équipe nationale du Rwanda        | Rwanda        | RWA  |

### Favoris
Les principaux favoris de cette éditions sont le tenant du titre et recordman de victoires d'étapes au nombre de six, le français Yohann Gène (Europcar) et l'Espagnol Luis León Sánchez (Caja Rural-Seguros RGA) qui roule pour la première fois avec sa nouvelle formation. Les outsiders à prendre en compte sont l'Érythréen Natnael Berhane (Europcar), le Français Adrien Petit (Cofidis) et le Belge Fréderique Robert (Wanty-Groupe Gobert) tous les trois vainqueurs d'étapes par le passé.
La formation sud-Africaine MTN-Qhubeka vient avec de belles ambitions avec des coureurs comme le Sud-Africain John-Lee Augustyn, l'Allemand Linus Gerdemann, qui ont la particularité tous les deux de courir pour leur première fois depuis plus d'un an, et l'Algérien Youcef Reguigui. D'autres cyclistes sont à surveiller comme le Burkinabé Rasmané Ouédraogo (Équipe nationale du Burkina Faso), les Érythréens Meron Amanuel et Meron Teshome (Équipe nationale d'Érythrée), l'Espagnol Egoitz García (Cofidis) et le Marocain Tarik Chaoufi (Équipe nationale du Maroc),,.

## Étapes
| Étape     | Date       | Villes étapes             |  | Distance (km) | Vainqueur d’étape       | Leader du classement général |
| --------- | ---------- | ------------------------- |  | ------------- | ----------------------- | ---------------------------- |
| 1re étape | 13 janvier | Bitam - Ebolowa (CMR)     |  | 149,2         | Luis León Sánchez       | Egoitz García                |
| 2e étape  | 14 janvier | Awoua - Oyem              |  | 120           | Jérôme Baugnies         | Luis León Sánchez            |
| 3e étape  | 15 janvier | Ndjolé - Lambaréné        |  | 132,5         | Roy Jans                | Luis León Sánchez            |
| 4e étape  | 16 janvier | Lambaréné - Mouila        |  | 190,4         | Fregalsi Debesay        | Luis León Sánchez            |
| 5e étape  | 17 janvier | Lambaréné - Kango         |  | 143           | Bonaventure Uwizeyimana | Luis León Sánchez            |
| 6e étape  | 18 janvier | Port-Gentil - Port-Gentil |  | 106           | Fréderique Robert       | Luis León Sánchez            |
| 7e étape  | 19 janvier | Owendo - Libreville       |  | 119,2         | Fréderique Robert       | Natnael Berhane              |

## Déroulement de la course

### 1reétape
15 équipes inscrivent 6 coureurs, cependant l'équipe nationale d’Éthiopie ne se présente pas au départ. 84 coureurs sont donc au départ de la course.
L'étape longue de 149,2 km sur un terrain relativement plat commence par une offensive de 21 de coureurs dont font partie quelques favoris de l'épreuve comme l'Allemand Linus Gerdemann (MTN-Qhubeka), l'Érythréen Natnael Berhane (Europcar) et l'Espagnol Luis León Sánchez (Caja Rural-Seguros RGA) mais aussi des cyclistes tels que les deux membres de l'équipe Cofidis, à savoir l'Espagnol Egoitz García et le Français Florian Sénéchal, le duo belge composé de Grégory Habeaux et Fréderique Robert ainsi que leur coéquipier le Néerlandais Marco Minnaard (Wanty-Groupe Gobert) et les Français Giovanni Bernaudeau et Fabrice Jeandesboz, deux autres membres de l'équipe Europcar qui est, avec Wanty-Groupe Gobert, la formation en surnombre dans l'échappée avec trois membres chacune.
L'écart entre les deux groupes est de 1 min 30 s à 90 km de l'arrivée avant que le peloton ne lâche du terrain pour concéder jusqu'à 10 min 30 s de retard à 50 km du but. Dans le peloton, les coureurs qui prétendaient à la victoire finale, comme le Français Yohann Gène (Europcar), tenant du titre, son compatriote Adrien Petit (Cofidis) et le Sud-Africain John-Lee Augustyn (MTN-Qhubeka) voient tous leurs espoirs de bien figurer au classement général s'envoler.
À l'avant, un groupe de six coureurs se détache quelques kilomètres avant l'arrivée où figurent Berhane, García, Gerdemann, Jeandesboz et Sánchez. Le sprint est lancé par Berhane mais c'est finalement Sánchez qui s'impose devant son compatriote García alors que Berhane complète le podium. Grâce aux bonifications distribuées tout au long de l'étape, García prend la tête du classement général avec une seconde d'avance sur Sánchez et sept sur Berhane. Les autres membres de l'échappée finissent au-delà de la minute alors que le peloton termine à plus de 18 minutes,,.
Sánchez s'impose donc pour sa première course avec sa nouvelle formation et apparait comme un des favoris à la victoire finale,.
|    | Coureur             | Équipe                 |    | Temps           |
| -- | ------------------- | ---------------------- | -- | --------------- |
| 1  | Luis León Sánchez   | Caja Rural-Seguros RGA | en | 3 h 32 min 35 s |
| 2  | Egoitz García       | Cofidis                | +  | 0 s             |
| 3  | Natnael Berhane     | Europcar               |    | 0 s             |
| 4  | Linus Gerdemann     | MTN-Qhubeka            |    | 0 s             |
| 5  | Grégory Habeaux     | Wanty-Groupe Gobert    |    | 0 s             |
| 6  | Fabrice Jeandesboz  | Europcar               |    | 4 s             |
| 7  | Jérôme Baugnies     | Wanty-Groupe Gobert    |    | 53 s            |
| 8  | Florian Sénéchal    | Cofidis                |    | 53 s            |
| 9  | Fréderique Robert   | Wanty-Groupe Gobert    |    | 2 min 46 s      |
| 10 | Giovanni Bernaudeau | Europcar               |    | 2 min 46 s      |

|    | Coureur             | Équipe                 |    | Temps           |
| -- | ------------------- | ---------------------- | -- | --------------- |
| 1  | Egoitz García       | Cofidis                | en | 3 h 32 min 24 s |
| 2  | Luis León Sánchez   | Caja Rural-Seguros RGA | +  | 1 s             |
| 3  | Natnael Berhane     | Europcar               |    | 7 s             |
| 4  | Linus Gerdemann     | MTN-Qhubeka            |    | 11 s            |
| 5  | Grégory Habeaux     | Wanty-Groupe Gobert    |    | 11 s            |
| 6  | Fabrice Jeandesboz  | Europcar               |    | 15 s            |
| 7  | Florian Sénéchal    | Cofidis                |    | 57 s            |
| 8  | Jérôme Baugnies     | Wanty-Groupe Gobert    |    | 58 s            |
| 9  | Fréderique Robert   | Wanty-Groupe Gobert    |    | 2 min 57 s      |
| 10 | Giovanni Bernaudeau | Europcar               |    | 2 min 57 s      |

### 2eétape
120 km sont à parcourir lors de cette étape. Une échappée se développe comprenant l'Espagnol Omar Fraile (Caja Rural-Seguros RGA), l'Algérien Fayçal Hamza (Vélo Club Sovac), le Sud-Africain Songezo Jim (MTN-Qhubeka), le Marocain Mouhssine Lahsaini (Équipe nationale du Maroc) et l'Érythréen Meron Teshome (Équipe nationale d'Érythrée). Le groupe a une avance de deux minutes au km 30 avant d'atteindre 3 min 50 s à la mi-course, au moment où un petit groupe de chasse commence à s'organiser. Les échappés possèdent à 48 km de la ligne d'arrivée 1 min 48 s d'avance sur leurs poursuivants et 3 min 40 s sur le peloton qui commence à accélérer.
Les échappées se font rejoindre par le groupe intercalé à 40 km du but pour former un nouveau groupe de dix coureurs alors que le peloton des favoris se rapproche. À une quinzaine de kilomètres d'Oyem, lieu d'arrivée, Fraile et Jim se détachent de leur compagnons d'échappée, qui se font reprendre par le peloton. Le duo se fait néanmoins rattraper également à 4 km du final où un sprint massif se prépare.
le vainqueur de la veille, l'Espagnol Luis León Sánchez (Caja Rural-Seguros RGA) étire le peloton avec pour but d'obtenir des bonifications à l'arrivée de l'étape, mais se fait dépasser par le Belge Jérôme Baugnies (Wanty-Groupe Gobert) qui remporte l'étape devant Sánchez et l'Érythréen Natnael Berhane (Europcar) de nouveau troisième d'étape. Grâce aux secondes récoltées, Sánchez s'empare de la tête du classement général cinq secondes devant l'ancien leader son compatriote Egoitz García (Cofidis) et huit devant Berhane,,,.
|    | Coureur             | Équipe                      |    | Temps           |
| -- | ------------------- | --------------------------- | -- | --------------- |
| 1  | Jérôme Baugnies     | Wanty-Groupe Gobert         | en | 2 h 54 min 25 s |
| 2  | Luis León Sánchez   | Caja Rural-Seguros RGA      | +  | m.t             |
| 3  | Natnael Berhane     | Europcar                    |    | m.t             |
| 4  | Roy Jans            | Wanty-Groupe Gobert         |    | m.t             |
| 5  | Meron Amanuel       | Équipe nationale d’Érythrée |    | m.t             |
| 6  | Giovanni Bernaudeau | Europcar                    |    | m.t             |
| 7  | Salaheddine Mraouni | Équipe nationale du Maroc   |    | m.t             |
| 8  | Metkel Eyob         | Équipe nationale d’Érythrée |    | m.t             |
| 9  | Florian Sénéchal    | Cofidis                     |    | m.t             |
| 10 | Reda Aadel          | Équipe nationale du Maroc   |    | m.t             |

|    | Coureur             | Équipe                    |    | Temps           |
| -- | ------------------- | ------------------------- | -- | --------------- |
| 1  | Luis León Sánchez   | Caja Rural-Seguros RGA    | en | 6 h 26 min 44 s |
| 2  | Egoitz García       | Cofidis                   | +  | 5 s             |
| 3  | Natnael Berhane     | Europcar                  |    | 8 s             |
| 4  | Linus Gerdemann     | MTN-Qhubeka               |    | 16 s            |
| 5  | Grégory Habeaux     | Wanty-Groupe Gobert       |    | 16 s            |
| 6  | Fabrice Jeandesboz  | Europcar                  |    | 20 s            |
| 7  | Jérôme Baugnies     | Wanty-Groupe Gobert       |    | 53 s            |
| 8  | Florian Sénéchal    | Cofidis                   |    | 1 min 02 s      |
| 9  | Giovanni Bernaudeau | Europcar                  |    | 3 min 02 s      |
| 10 | Salaheddine Mraouni | Équipe nationale du Maroc |    | 3 min 02 s      |

### 3eétape
Sur une étape courte de 132,5 km, un groupe de trois coureurs s'échappent avec en son sein l'Érythréen Kindishih Debesay (Équipe nationale d’Érythrée), le Rwandais Jean-Bosco Nsengiyumva (Équipe nationale du Rwanda) et le Sud-Africain Songezo Jim (MTN-Qhubeka). Ce dernier s'était déjà échappé la veille. Le groupe possède au km 40 2 min 40 s d'avance sur le peloton. Celui-ci est mené par les coéquipiers du leader de l'épreuve l'Espagnol Luis León Sánchez (Caja Rural-Seguros RGA).
Le peloton revient sur les trois coureurs cependant Jim se débarrasse de ses deux compères d'échappée. Il se fait néanmoins rattraper à 4 km de l'arrivée alors que le sprint massif semble inévitable. C'est finalement le Belge Roy Jans (Wanty-Groupe Gobert) devant son coéquipier et compatriote Jérôme Baugnies, vainqueur la veille. L'Espagnol Egoitz García (Cofidis) complète le podium et s'empare de quatre secondes de bonification. Il revient à une seconde du leader Sánchez. L'Érythréen Natnael Berhane (Europcar) pointe quant à lui toujours à huit secondes de la tête du classement général,,,.
|    | Coureur             | Équipe                           |    | Temps           |
| -- | ------------------- | -------------------------------- | -- | --------------- |
| 1  | Roy Jans            | Wanty-Groupe Gobert              | en | 3 h 19 min 16 s |
| 2  | Jérôme Baugnies     | Wanty-Groupe Gobert              | +  | m.t             |
| 3  | Egoitz García       | Cofidis                          |    | m.t             |
| 4  | Yohann Gène         | Europcar                         |    | m.t             |
| 5  | Florian Sénéchal    | Cofidis                          |    | m.t             |
| 6  | Rasmané Ouédraogo   | Équipe nationale du Burkina Faso |    | m.t             |
| 7  | Youcef Reguigui     | MTN-Qhubeka                      |    | m.t             |
| 8  | Giovanni Bernaudeau | Europcar                         |    | m.t             |
| 9  | Reda Aadel          | Équipe nationale du Maroc        |    | m.t             |
| 10 | Luis León Sánchez   | Caja Rural-Seguros RGA           |    | m.t             |

|    | Coureur             | Équipe                    |    | Temps           |
| -- | ------------------- | ------------------------- | -- | --------------- |
| 1  | Luis León Sánchez   | Caja Rural-Seguros RGA    | en | 9 h 46 min 00 s |
| 2  | Egoitz García       | Cofidis                   | +  | 1 s             |
| 3  | Natnael Berhane     | Europcar                  |    | 8 s             |
| 4  | Linus Gerdemann     | MTN-Qhubeka               |    | 16 s            |
| 5  | Grégory Habeaux     | Wanty-Groupe Gobert       |    | 16 s            |
| 6  | Fabrice Jeandesboz  | Europcar                  |    | 20 s            |
| 7  | Jérôme Baugnies     | Wanty-Groupe Gobert       |    | 47 s            |
| 8  | Florian Sénéchal    | Cofidis                   |    | 1 min 02 s      |
| 9  | Giovanni Bernaudeau | Europcar                  |    | 3 min 02 s      |
| 10 | Reda Aadel          | Équipe nationale du Maroc |    | 3 min 02 s      |

### 4eétape
Sur l'étape de 190,4 km, la plus longue de l'édition, une échappée de huit coureurs prend le large, après plusieurs tentatives, au km 35 comprenant le Belge Louis Verhelst (Cofidis), le Français Romain Guillemois (Europcar), l'Érythréen Fregalsi Debesay (MTN-Qhubeka), le Néerlandais Marco Minnaard (Wanty-Groupe Gobert), le Camerounais Hervé Raoul Mba (Équipe nationale du Cameroun), le Marocain Mouhssine Lahsaini (Équipe nationale du Maroc), le Namibien Raul Costa Seibeb (Équipe nationale de Namibie) et le Rwandais Valens Ndayisenga (Équipe nationale du Rwanda) pour atteindre les 2 min d'avance au km 44 puis passe à 6 min au km 75. À 60 km de l'arrivée le groupe possède un peu plus de 10 min d'avance sur le peloton qui entame la poursuite emmené par la formation Caja Rural-Seguros RGA pour le leader du classement général l'Espagnol Luis León Sánchez. De ce fait l'écart passe à 7 min 45 s à 40 km du but.
Néanmoins les coureurs échappées collaborent et ont encore, 30 km plus loin, 7 min 10 s d'avance et se préparent à jouer la gagne. À un peu moins de 3 km de l'arrivée Debesay s'échappe du groupe et résiste au retour de ses anciens compères d'échappée. Il s'impose de quelques secondes devant Lahsaini et Minnaard alors que le peloton termine à 6 min 40 s du vainqueur du jour. Aucun changement dans le top 10 du classement général puisque Sánchez conserve toujours la tête de l'épreuve avec une seconde d'avance sur son compatriote Egoitz García (Cofidis) et huit sur l'Érythréen Natnael Berhane (Europcar),,,,.
|    | Coureur            | Équipe                       |    | Temps           |
| -- | ------------------ | ---------------------------- | -- | --------------- |
| 1  | Fregalsi Debesay   | MTN-Qhubeka                  | en | 4 h 42 min 36 s |
| 2  | Mouhssine Lahsaini | Équipe nationale du Maroc    | +  | 2 s             |
| 3  | Marco Minnaard     | Wanty-Groupe Gobert          |    | 3 s             |
| 4  | Hervé Raoul Mba    | Équipe nationale du Cameroun |    | 3 s             |
| 5  | Louis Verhelst     | Cofidis                      |    | 3 s             |
| 6  | Raul Costa Seibeb  | Équipe nationale de Namibie  |    | 3 s             |
| 7  | Romain Guillemois  | Europcar                     |    | 3 s             |
| 8  | Valens Ndayisenga  | Équipe nationale du Rwanda   |    | 10 s            |
| 9  | Roy Jans           | Wanty-Groupe Gobert          |    | 6 min 40 s      |
| 10 | Youcef Reguigui    | MTN-Qhubeka                  |    | 6 min 40 s      |

|    | Coureur             | Équipe                    |    | Temps            |
| -- | ------------------- | ------------------------- | -- | ---------------- |
| 1  | Luis León Sánchez   | Caja Rural-Seguros RGA    | en | 14 h 35 min 16 s |
| 2  | Egoitz García       | Cofidis                   | +  | 1 s              |
| 3  | Natnael Berhane     | Europcar                  |    | 8 s              |
| 4  | Linus Gerdemann     | MTN-Qhubeka               |    | 16 s             |
| 5  | Grégory Habeaux     | Wanty-Groupe Gobert       |    | 16 s             |
| 6  | Fabrice Jeandesboz  | Europcar                  |    | 20 s             |
| 7  | Jérôme Baugnies     | Wanty-Groupe Gobert       |    | 47 s             |
| 8  | Florian Sénéchal    | Cofidis                   |    | 1 min 02 s       |
| 9  | Giovanni Bernaudeau | Europcar                  |    | 3 min 02 s       |
| 10 | Salaheddine Mraouni | Équipe nationale du Maroc |    | 3 min 02 s       |

### 5eétape
L'étape de 143 km démarre par une moyenne rapide de 46,5 km/h dans la première heure de course afin maitriser toutes les tentatives d'échappées. Les différents leaders peuvent donc se jouer deux sprints intermédiaires et à ce jeu la c'est l'Érythréen Natnael Berhane (Europcar) qui en récolte le plus parmi les trois premiers du classement général. Il prend ainsi trois secondes alors que les Espagnols Luis León Sánchez (Caja Rural-Seguros RGA) et Egoitz García (Cofidis) en récoltent deux chacun.
Au km 87, dix coureurs s'échappent dont font partie les Français Adrien Petit (Cofidis), Yohann Gène, tenant du titre et son coéquipier Bryan Nauleau (Europcar), les Algériens Youcef Reguigui (MTN-Qhubeka) et Karim Hadjbouzit (Vélo Club Sovac), le Belge Tim De Troyer (Wanty-Groupe Gobert), le Burkinabé Issaka Kabré (Équipe nationale du Burkina Faso), l'Érythréen Meron Teshome (Équipe nationale d’Érythrée), le Marocain Mouhssine Lahsaini (Équipe nationale du Maroc) et le Rwandais Bonaventure Uwizeyimana (Équipe nationale du Rwanda). Leur avantage est de 3 min au km 93.
Derrière le peloton laisse partir l'échappée et loupera donc le troisième sprint intermédiaire au profit des dix coureurs de devant qui augmentent leur avance au fil de la course. L'écart entre les deux groupes monte à 4 min 45 s à 40 km de l'arrivée puis 5 min 20 s à 35 km et enfin 6 min 20 s à 20 km du but. Dans ce groupe, trois coureurs que sont Gène, Petit et Reguigui ont une bonne pointe de vitesse, c'est ainsi qu'Uwezeyimana et Lahsaini décide d'attaquer. Ils obtiennent rapidement 25 s à 8 km du final puis l'écart monte à 35 s à 3 km de l'arrivée. Uwezeyimana part en costaud à quelques mètres de l'arrivée et se débarrasse de Lahsaini. Il s'impose donc devant Lahsaini qui termine comme la veille deuxième de l'étape tandis que De Troyer règle le reste du groupe des échappées pour la dernière marche du podium.
En outre c'est la première victoire d'un Rwandais sur l'épreuve, la deuxième pour un Africain sur cette édition et la sixième sur l'ensemble de toutes les éditions. Le peloton quant à lui arrive plus tard groupé avec en son sein Sánchez qui possède au classement général toujours une seconde d'avance sur García mais dorénavant sept sur Berhane qui a pris une seconde aux deux Espagnols en début d'étape,,,,.
|    | Coureur                 | Équipe                           |    | Temps           |
| -- | ----------------------- | -------------------------------- | -- | --------------- |
| 1  | Bonaventure Uwizeyimana | Équipe nationale du Rwanda       | en | 3 h 16 min 31 s |
| 2  | Mouhssine Lahsaini      | Équipe nationale du Maroc        | +  | 5 s             |
| 3  | Tim De Troyer           | Wanty-Groupe Gobert              |    | 26 s            |
| 4  | Yohann Gène             | Europcar                         |    | 26 s            |
| 5  | Meron Teshome           | Équipe nationale d’Érythrée      |    | 26 s            |
| 6  | Youcef Reguigui         | MTN-Qhubeka                      |    | 26 s            |
| 7  | Adrien Petit            | Cofidis                          |    | 26 s            |
| 8  | Karim Hadjbouzit        | Vélo Club Sovac                  |    | 26 s            |
| 9  | Issaka Kabré            | Équipe nationale du Burkina Faso |    | 31 s            |
| 10 | Bryan Nauleau           | Europcar                         |    | 31 s            |

|    | Coureur             | Équipe                      |    | Temps            |
| -- | ------------------- | --------------------------- | -- | ---------------- |
| 1  | Luis León Sánchez   | Caja Rural-Seguros RGA      | en | 17 h 57 min 46 s |
| 2  | Egoitz García       | Cofidis                     | +  | 1 s              |
| 3  | Natnael Berhane     | Europcar                    |    | 7 s              |
| 4  | Grégory Habeaux     | Wanty-Groupe Gobert         |    | 17 s             |
| 5  | Linus Gerdemann     | MTN-Qhubeka                 |    | 18 s             |
| 6  | Fabrice Jeandesboz  | Europcar                    |    | 22 s             |
| 7  | Jérôme Baugnies     | Wanty-Groupe Gobert         |    | 49 s             |
| 8  | Florian Sénéchal    | Cofidis                     |    | 1 min 04 s       |
| 9  | Dan Craven          | Équipe nationale de Namibie |    | 3 min 01 s       |
| 10 | Giovanni Bernaudeau | Europcar                    |    | 3 min 04 s       |

### 6eétape
L'étape de 127 km débute à une vitesse rapide sans qu'aucune échappée ne se développe puisqu'un sprint intermédiaire est présent au km 21,6. celui-i est remporté par l'Érythréen Natnael Berhane (Europcar) devant les Espagnols Luis León Sánchez (Caja Rural-Seguros RGA) et Egoitz García (Cofidis) auxquels il reprend respectivement une et deux secondes au classement général virtuel.
Les deux dernières étapes ayant récompensé un homme de l'échappée du jour, un groupe de 29 coureurs s'échappe au km 45 dans lequel on retrouve notamment les Sud-Africains John-Lee Augustyn et Songezo Jim et l'Algérien Youcef Reguigui (MTN-Qhubeka), les Rwandais Janvier Hadi, Valens Ndayisenga et le vainqueur de la veille Bonaventure Uwizeyimana (Équipe nationale du Rwanda), les Français Giovanni Bernaudeau et le tenant du titre Yohann Gène (Europcar), le Français Christophe Laporte et le Belge Romain Zingle (Cofidis) et un autre Belge Fréderique Robert (Wanty-Groupe Gobert). Le groupe obtient 1 min 10 s d'avance sur le peloton qui sentant le danger se met à essayer de les rattraper.
Au km 50, l'écart entre les deux groupes passe à 25 s avant d'avoir un regroupement général 2 s plus loin sous l'impulsion de l'équipe Caja Rural-Seguros RGA du leader Sánchez. Une dizaine de kilomètres plus loin Berhane remporte le deuxième sprint intermédiaire de la journée devant García et Sánchez. Au classement général virtuel Sánchez devant donc García d'une seconde et Berhane de quatre alors que le peloton relâche l'allure. Par conséquent une autre échappée de 19 coureurs se forme avec principalement en son sein les Belges Roy Jans et Tim De Troyer (Wanty-Groupe Gobert) et Louis Verhelst (Cofidis), le Burkinabé Rasmané Ouédraogo (Équipe nationale du Burkina Faso), les Français Romain Guillemois et Bryan Nauleau (Europcar) et le Marocain Tarik Chaoufi (Équipe nationale du Maroc) mais aussi des coureurs faisant partie de la première échappée du jour comme Augustyn, Bernaudeau, Robert et Zingle. Celle-ci possède 35 s d'avance à 15 km de l'arrivée.
L'écart monte ensuite à 1 min 15 s d'avance à 12 km du final, ainsi les échappés se joueront la gagne. C'est donc Robert qui s'impose devant son coéquipier Jans alors que Chaoufi finit troisième. C'est la troisième victoire de Robert dans l'épreuve après ses deux victoires en 2013. De même sa formation Wanty-Groupe Gobert s'impose pour la troisième fois sur cette édition. Robert devient par la même occasion deuxième en record de nombre de victoires derrière les six succès de Gène. Au classement général, Sánchez devance son compatriote García d'une seconde et Berhane de quatre avant la dernière étape,,,.
|    | Coureur                | Équipe                      |    | Temps           |
| -- | ---------------------- | --------------------------- | -- | --------------- |
| 1  | Fréderique Robert      | Wanty-Groupe Gobert         | en | 2 h 19 min 56 s |
| 2  | Roy Jans               | Wanty-Groupe Gobert         | +  | m.t             |
| 3  | Tarik Chaoufi          | Équipe nationale du Maroc   |    | m.t             |
| 4  | Giovanni Bernaudeau    | Europcar                    |    | m.t             |
| 5  | Tim De Troyer          | Wanty-Groupe Gobert         |    | m.t             |
| 6  | Bryan Nauleau          | Europcar                    |    | m.t             |
| 7  | Amanuel Gebrezgabihier | Équipe nationale d’Érythrée |    | m.t             |
| 8  | Fregalsi Debesay       | MTN-Qhubeka                 |    | m.t             |
| 9  | Tesfom Okbamariam      | Équipe nationale d’Érythrée |    | m.t             |
| 10 | Javier Aramendia       | Caja Rural-Seguros RGA      |    | m.t             |

|    | Coureur             | Équipe                      |    | Temps            |
| -- | ------------------- | --------------------------- | -- | ---------------- |
| 1  | Luis León Sánchez   | Caja Rural-Seguros RGA      | en | 20 h 19 min 34 s |
| 2  | Egoitz García       | Cofidis                     | +  | 1 s              |
| 3  | Natnael Berhane     | Europcar                    |    | 4 s              |
| 4  | Grégory Habeaux     | Wanty-Groupe Gobert         |    | 20 s             |
| 5  | Linus Gerdemann     | MTN-Qhubeka                 |    | 21 s             |
| 6  | Fabrice Jeandesboz  | Europcar                    |    | 25 s             |
| 7  | Jérôme Baugnies     | Wanty-Groupe Gobert         |    | 52 s             |
| 8  | Florian Sénéchal    | Cofidis                     |    | 1 min 07 s       |
| 9  | Giovanni Bernaudeau | Europcar                    |    | 1 min 12 s       |
| 10 | Dan Craven          | Équipe nationale de Namibie |    | 3 min 04 s       |

### 7eétape
Avec 119,2 km au programme et trois coureurs en quatre secondes au général, l'étape promet d'être rapide afin de se jouer les bonifications. Ainsi le peloton ne laisse partir aucune échappée malgré les tentatives du Burkinabé Rasmané Ouédraogo (Équipe nationale du Burkina Faso) et de l'Algérien Youcef Reguigui (MTN-Qhubeka) dans les premiers kilomètres mais très vite contrôlés par les équipes françaises Cofidis et Europcar.
Au km 49,6, le premier sprint intermédiaire a lieu, celui-ci est remporté par l'Érythréen Natnael Berhane (Europcar) devant son compatriote Meron Teshome (Équipe nationale d’Érythrée) et l'Espagnol Egoitz García (Cofidis). Au classement général fictif, García se retrouve en tête dans la même seconde que son compatriote Luis León Sánchez (Caja Rural-Seguros RGA) tandis que Berhane pointe désormais à une seconde du duo espagnol. Au km 55, Sánchez attaque avec dans sa roue le Français Giovanni Bernaudeau coéquipier de Berhane et le Belge Romain Zingle quant à lui qui protège les intérêts de García. Le trio compte jusqu'à 10 s d'avance sur le peloton au km 60 avant de se faire reprendre quelques hectomètres plus loin. Au km 63, l'Espagnol Omar Fraile, le Néerlandais Marco Minnaard (Wanty-Groupe Gobert) et l'Érythréen Amanuel Gebrezgabihier (Équipe nationale d’Érythrée) s'échappent pour compter jusqu'à 45 s d'avance au km 73. De plus le trio s'est emparé des trois premières places primées du second sprint intermédiaire sans en bouleverser le classement général.
Au km 83, un regroupement général s'opère peu avant le troisième et dernier sprint intermédiaire. Il est de nouveau remporté par Berhane devant le Marocain Salaheddine Mraouni (Équipe nationale du Maroc) et le leader du général Sánchez. Berhane devient donc le leader virtuel de l'épreuve avec une seconde d'avance sur Sánchez et deux sur García. quelques kilomètres plus loin un nouveau trio s'échappe avec en son sein l'Érythréen Tesfom Okbamariam (Équipe nationale d’Érythrée), le Rwandais Janvier Hadi (Équipe nationale du Rwanda) et de nouveau Ouédraogo. Le groupe pointe rapidement à 20 s du peloton avant que Ouédraogo ne se fasse lâché. Le duo belge de l'équipe Wanty-Groupe Gobert, Jérôme Baugnies et Tim De Troyer s'échappe à leur tour pour rejoindre la tête avant que Baugnies ne s'isole tout seul à l'avant de la course. Il possède 10 s d'avance à 30 km de l'arrivée mais se fait rattraper à environ 5 km de la ligne finale. Peu avant l'arrivée Sánchez attaque en vain car c'est bien un sprint qui se profile.
Le sprint est remporté comme la veille par le Belge Fréderique Robert pour une quatrième victoire pour son équipe, une quatrième individuelle pour lui dans toute l'histoire de l'épreuve. Il devance son coéquipier et compatriote Roy Jans et l’Érythréen Meron Amanuel (Équipe nationale d’Érythrée). Sánchez échoue au pied du podium qui lui aurait fait reprendre la tête du classement général. Berhane s'impose donc d'une seconde devant Sánchez et de deux sur García,,. C'est la donc première victoire d'un Africain sur l'épreuve et la cinquième consécutive pour l'équipe Europcar,,,.
|    | Coureur                 | Équipe                           |    | Temps           |
| -- | ----------------------- | -------------------------------- | -- | --------------- |
| 1  | Fréderique Robert       | Wanty-Groupe Gobert              | en | 2 h 32 min 52 s |
| 2  | Roy Jans                | Wanty-Groupe Gobert              | +  | m.t             |
| 3  | Meron Amanuel           | Équipe nationale d’Érythrée      |    | m.t             |
| 4  | Luis León Sánchez       | Caja Rural-Seguros RGA           |    | m.t             |
| 5  | Egoitz García           | Cofidis                          |    | m.t             |
| 6  | Rasmané Ouédraogo       | Équipe nationale du Burkina Faso |    | m.t             |
| 7  | Natnael Berhane         | Europcar                         |    | m.t             |
| 8  | Bonaventure Uwizeyimana | Équipe nationale du Rwanda       |    | m.t             |
| 9  | Salaheddine Mraouni     | Équipe nationale du Maroc        |    | m.t             |
| 10 | Fregalsi Debesay        | MTN-Qhubeka                      |    | m.t             |

|    | Coureur             | Équipe                    |    | Temps            |
| -- | ------------------- | ------------------------- | -- | ---------------- |
| 1  | Natnael Berhane     | Europcar                  | en | 22 h 52 min 24 s |
| 2  | Luis León Sánchez   | Caja Rural-Seguros RGA    | +  | 1 s              |
| 3  | Egoitz García       | Cofidis                   |    | 2 s              |
| 4  | Grégory Habeaux     | Wanty-Groupe Gobert       |    | 22 s             |
| 5  | Linus Gerdemann     | MTN-Qhubeka               |    | 23 s             |
| 6  | Fabrice Jeandesboz  | Europcar                  |    | 27 s             |
| 7  | Jérôme Baugnies     | Wanty-Groupe Gobert       |    | 54 s             |
| 8  | Florian Sénéchal    | Cofidis                   |    | 1 min 09 s       |
| 9  | Giovanni Bernaudeau | Europcar                  |    | 1 min 45 s       |
| 10 | Salaheddine Mraouni | Équipe nationale du Maroc |    | 3 min 06 s       |

## Classements finals

### Classement général
|    | Cycliste            | Pays      | Équipe                    |    | Temps            |
| -- | ------------------- | --------- | ------------------------- | -- | ---------------- |
| 1  | Natnael Berhane     | Érythrée  | Europcar                  | en | 22 h 52 min 24 s |
| 2  | Luis León Sánchez   | Espagne   | Caja Rural-Seguros RGA    | +  | 1 s              |
| 3  | Egoitz García       | Espagne   | Cofidis                   |    | 2 s              |
| 4  | Grégory Habeaux     | Belgique  | Wanty-Groupe Gobert       |    | 22 s             |
| 5  | Linus Gerdemann     | Allemagne | MTN-Qhubeka               |    | 23 s             |
| 6  | Fabrice Jeandesboz  | France    | Europcar                  |    | 27 s             |
| 7  | Jérôme Baugnies     | Belgique  | Wanty-Groupe Gobert       |    | 54 s             |
| 8  | Florian Sénéchal    | France    | Cofidis                   |    | 1 min 09 s       |
| 9  | Giovanni Bernaudeau | France    | Europcar                  |    | 1 min 45 s       |
| 10 | Salaheddine Mraouni | Maroc     | Équipe nationale du Maroc |    | 3 min 06 s       |

### Classements annexes
|   | Cycliste          | Équipe                 | Points |
| - | ----------------- | ---------------------- | ------ |
| 1 | Roy Jans          | Wanty-Groupe Gobert    | 130    |
| 2 | Luis León Sánchez | Caja Rural-Seguros RGA | 100    |
| 3 | Egoitz García     | Cofidis                | 87     |

|   | Cycliste       | Équipe                 | Points |
| - | -------------- | ---------------------- | ------ |
| 1 | Marco Minnaard | Wanty-Groupe Gobert    | 27     |
| 2 | Omar Fraile    | Caja Rural-Seguros RGA | 11     |
| 3 | Songezo Jim    | MTN-Qhubeka            | 9      |

|   | Cycliste           | Équipe                      | Points |
| - | ------------------ | --------------------------- | ------ |
| 1 | Natnael Berhane    | Europcar                    | 15     |
| 2 | Meron Teshome      | Équipe nationale d’Érythrée | 15     |
| 3 | Mouhssine Lahsaini | Équipe nationale du Maroc   | 14     |

|   | Cycliste            | Équipe                      |    | Temps            |
| - | ------------------- | --------------------------- | -- | ---------------- |
| 1 | Florian Sénéchal    | Cofidis                     | en | 22 h 53 min 33 s |
| 2 | Salaheddine Mraouni | Équipe nationale du Maroc   | +  | 1 min 57 s       |
| 3 | Metkel Eyob         | Équipe nationale d’Érythrée |    | 2 min 00 s       |

| \| \| Équipe \| Pays \| \| Temps \| \| - \| ------------------- \| -------- \| -- \| ---------------- \| \| 1 \| Europcar \| France \| en \| 68 h 18 min 15 s \| \| 2 \| Wanty-Groupe Gobert \| Belgique \| + \| 5 min 48 s \| \| 3 \| Cofidis \| France \| \| 25 min 26 s \| |                     |          |    |                  |
| | Équipe              | Pays     |    | Temps            |
| 1 | Europcar            | France   | en | 68 h 18 min 15 s |
| 2 | Wanty-Groupe Gobert | Belgique | +  | 5 min 48 s       |
| 3 | Cofidis             | France   |    | 25 min 26 s      |

## Évolution des classements
| Étape              | Vainqueur               | Classement général | Classement par points | Classement de la montagne | Classement des points chauds | Classement du meilleur jeune | Classement par équipes |
| ------------------ | ----------------------- | ------------------ | --------------------- | ------------------------- | ---------------------------- | ---------------------------- | ---------------------- |
| 1                  | Luis León Sánchez       | Egoitz García      | Luis León Sánchez     | Lluís Mas                 | Florian Sénéchal             | Florian Sénéchal             | Europcar               |
| 2                  | Jérôme Baugnies         | Luis León Sánchez  | Luis León Sánchez     | Omar Fraile               | Meron Teshome                | Florian Sénéchal             | Europcar               |
| 3                  | Roy Jans                | Luis León Sánchez  | Jérôme Baugnies       | Omar Fraile               | Kindishih Debesay            | Florian Sénéchal             | Europcar               |
| 4                  | Fregalsi Debesay        | Luis León Sánchez  | Jérôme Baugnies       | Marco Minnaard            | Mouhssine Lahsaini           | Florian Sénéchal             | Europcar               |
| 5                  | Bonaventure Uwizeyimana | Luis León Sánchez  | Luis León Sánchez     | Marco Minnaard            | Mouhssine Lahsaini           | Florian Sénéchal             | Europcar               |
| 6                  | Fréderique Robert       | Luis León Sánchez  | Roy Jans              | Marco Minnaard            | Mouhssine Lahsaini           | Florian Sénéchal             | Europcar               |
| 7                  | Fréderique Robert       | Natnael Berhane    | Roy Jans              | Marco Minnaard            | Natnael Berhane              | Florian Sénéchal             | Europcar               |
| Classements finals | Classements finals      | Natnael Berhane    | Roy Jans              | Marco Minnaard            | Natnael Berhane              | Florian Sénéchal             | Europcar               |

## Liste des participants
- Liste de départ complète

| Légende | Légende                                                                                                  | Légende | Légende                                                                                         |
| ------- | --- | ------- | ----------------------------------------------------------------------------------------------- |
| Num     | Dossard de départ porté par le coureur sur cette Tropicale Amissa Bongo                                  | Pos     | Position finale au classement général                                                           |
|         | Indique le vainqueur du classement général                                                               |         | Indique le vainqueur du classement par points                                                   |
|         | Indique le vainqueur du classement de la montagne                                                        |         | Indique le vainqueur du classement des points chauds                                            |
|         | Indique le vainqueur du classement du meilleur jeune                                                     | #       | Indique la meilleure équipe                                                                     |
| NP      | Indique un coureur qui n'a pas pris le départ d'une étape, suivi du numéro de l'étape où il s'est retiré | AB      | Indique un coureur qui n'a pas terminé une étape, suivi du numéro de l'étape où il s'est retiré |
| HD      | Indique un coureur qui a terminé une étape hors des délais, suivi du numéro de l'étape                   | *       | Indique un coureur en lice pour le maillot blanc (coureurs nés après le 1er janvier 1992)       |

| Europcar # EUC | Europcar # EUC            | Europcar # EUC |
| -------------- | ------------------------- | -------------- |
| Num            | Coureur                   | Pos            |
| 1              | Yohann Gène (FRA)         | 33e            |
| 2              | Natnael Berhane (ERI)     | 1er            |
| 3              | Giovanni Bernaudeau (FRA) | 9e             |
| 4              | Romain Guillemois (FRA)   | 46e            |
| 5              | Fabrice Jeandesboz (FRA)  | 6e             |
| 6              | Bryan Nauleau (FRA)       | 23e            |

| Équipe nationale du Maroc MAR | Équipe nationale du Maroc MAR | Équipe nationale du Maroc MAR |
| ----------------------------- | ----------------------------- | ----------------------------- |
| Num                           | Coureur                       | Pos                           |
| 11                            | Essaïd Abelouache (MAR)       | 66e                           |
| 12                            | Reda Aadel (MAR)              | 12e                           |
| 13                            | Anass Aït El Abdia (MAR)*     | NP-7                          |
| 14                            | Tarik Chaoufi (MAR)           | 27e                           |
| 15                            | Mouhssine Lahsaini (MAR)      | 16e                           |
| 16                            | Salaheddine Mraouni (MAR)*    | 10e                           |

| MTN-Qhubeka MTN | MTN-Qhubeka MTN         | MTN-Qhubeka MTN |
| --------------- | ----------------------- | --------------- |
| Num             | Coureur                 | Pos             |
| 21              | Linus Gerdemann (GER)   | 5e              |
| 22              | John-Lee Augustyn (RSA) | 51e             |
| 23              | Fregalsi Debesay (ERI)  | 18e             |
| 24              | Songezo Jim (RSA)       | 53e             |
| 25              | Adrien Niyonshuti (RWA) | 14e             |
| 26              | Youcef Reguigui (ALG)   | 55e             |

| Équipe nationale du Gabon GAB | Équipe nationale du Gabon GAB | Équipe nationale du Gabon GAB |
| ----------------------------- | ----------------------------- | ----------------------------- |
| Num                           | Coureur                       | Pos                           |
| 31                            | Frédéric Obiang (GAB)         | 38e                           |
| 32                            | Ephrem Ekobena (GAB)          | 68e                           |
| 33                            | Léris Moukagni (GAB)          | 69e                           |
| 34                            | Geoffroy Ngandamba (GAB)      | 57e                           |
| 35                            | Gaël Nzoughe (GAB)            | 65e                           |
| 36                            | Cédric Tchouta (GAB)*         | 73e                           |

| Vélo Club Sovac VCS | Vélo Club Sovac VCS       | Vélo Club Sovac VCS |
| ------------------- | ------------------------- | ------------------- |
| Num                 | Coureur                   | Pos                 |
| 41                  | Adil Barbari (ALG)*       | 52e                 |
| 42                  | Nabil Baz (ALG)           | 37e                 |
| 43                  | Karim Hadjbouzit (ALG)    | 24e                 |
| 44                  | Abderrahmane Hamza (ALG)* | 63e                 |
| 45                  | Fayçal Hamza (ALG)*       | 45e                 |
| 46                  | Hamza Merdj (ALG)*        | 43e                 |

| Équipe nationale d’Érythrée ERI | Équipe nationale d’Érythrée ERI | Équipe nationale d’Érythrée ERI |
| ------------------------------- | ------------------------------- | ------------------------------- |
| Num                             | Coureur                         | Pos                             |
| 51                              | Tesfom Okubamariam (ERI)        | 29e                             |
| 52                              | Meron Amanuel (ERI)             | 35e                             |
| 53                              | Kindishih Debesay (ERI)         | 20e                             |
| 54                              | Metkel Eyob (ERI)*              | 13e                             |
| 55                              | Amanuel Gebrezgabihier (ERI)*   | 30e                             |
| 56                              | Meron Teshome (ERI)*            | 25e                             |

| Caja Rural-Seguros RGA CJR | Caja Rural-Seguros RGA CJR | Caja Rural-Seguros RGA CJR |
| -------------------------- | -------------------------- | -------------------------- |
| Num                        | Coureur                    | Pos                        |
| 61                         | Luis León Sánchez (ESP)    | 2e                         |
| 62                         | Javier Aramendia (ESP)     | 42e                        |
| 63                         | Ramón Domene (ESP)         | 48e                        |
| 64                         | Omar Fraile (ESP)          | 56e                        |
| 65                         | Lluís Mas (ESP)            | 34e                        |
| 66                         | Antonio Piedra (ESP)       | 50e                        |

| Équipe nationale du Burkina Faso BUR | Équipe nationale du Burkina Faso BUR | Équipe nationale du Burkina Faso BUR |
| ------------------------------------ | ------------------------------------ | ------------------------------------ |
| Num                                  | Coureur                              | Pos                                  |
| 71                                   | Souleymane Nikiema (BUR)             | HD-3                                 |
| 72                                   | Karim Boukoungou (BUR)*              | 74e                                  |
| 73                                   | Harouna Ilboudo (BUR)                | 60e                                  |
| 74                                   | Issaka Kabré (BUR)                   | 64e                                  |
| 75                                   | Rasmané Ouédraogo (BUR)              | 17e                                  |
| 76                                   | Salif Yerbanga (BUR)                 | 59e                                  |

| Cofidis COF | Cofidis COF               | Cofidis COF |
| ----------- | ------------------------- | ----------- |
| Num         | Coureur                   | Pos         |
| 81          | Adrien Petit (FRA)        | 49e         |
| 82          | Egoitz García (ESP)       | 3e          |
| 83          | Christophe Laporte (FRA)* | 40e         |
| 84          | Florian Sénéchal (FRA)*   | 8e          |
| 85          | Louis Verhelst (BEL)      | 58e         |
| 86          | Romain Zingle (BEL)       | 28e         |

| Équipe nationale du Rwanda RWA | Équipe nationale du Rwanda RWA | Équipe nationale du Rwanda RWA |
| ------------------------------ | ------------------------------ | ------------------------------ |
| Num                            | Coureur                        | Pos                            |
| 91                             | Janvier Hadi (RWA)             | 31e                            |
| 92                             | Joseph Biziyaremye (RWA)       | 36e                            |
| 93                             | Gasore Hategeka (RWA)          | 32e                            |
| 94                             | Valens Ndayisenga (RWA)*       | 62e                            |
| 95                             | Jean Bosco Nsengimana (RWA)*   | 41e                            |
| 96                             | Bonaventure Uwizeyimana (RWA)* | 22e                            |

| Wanty-Groupe Gobert WGG | Wanty-Groupe Gobert WGG | Wanty-Groupe Gobert WGG |
| ----------------------- | ----------------------- | ----------------------- |
| Num                     | Coureur                 | Pos                     |
| 101                     | Fréderique Robert (BEL) | 44e                     |
| 102                     | Jérôme Baugnies (BEL)   | 7e                      |
| 103                     | Tim De Troyer (BEL)     | 47e                     |
| 104                     | Grégory Habeaux (BEL)   | 4e                      |
| 105                     | Roy Jans (BEL)          | 26e                     |
| 106                     | Marco Minnaard (NED)    | 15e                     |

| Équipe nationale du Cameroun CMR | Équipe nationale du Cameroun CMR | Équipe nationale du Cameroun CMR |
| -------------------------------- | -------------------------------- | -------------------------------- |
| Num                              | Coureur                          | Pos                              |
| 111                              | Franklin Nguimkeng (CMR)         | 78e                              |
| 112                              | Clovis Kamzong (CMR)             | AB-6                             |
| 113                              | Yannick Lontsi (CMR)             | 54e                              |
| 114                              | Hervé Raoul Mba (CMR)            | 19e                              |
| 115                              | Dieunedort Simo Sando (CMR)      | 81e                              |
| 116                              | Damien Teku (CMR)                | 39e                              |

| Équipe nationale d’Éthiopie ETH | Équipe nationale d’Éthiopie ETH | Équipe nationale d’Éthiopie ETH |
| ------------------------------- | ------------------------------- | ------------------------------- |
| Num                             | Coureur                         | Pos                             |
| 121                             | Getachew Atsbha (ETH)           | NP-1                            |
| 122                             | Gebretsadik Alemayo (ETH)       | NP-1                            |
| 123                             | Goton Biru (ETH)                | NP-1                            |
| 124                             | Temesgen Buru (ETH)             | NP-1                            |
| 125                             | Estifanos Gebresilassie (ETH)   | NP-1                            |
| 126                             | Tesfu Tewodros (ETH)            | NP-1                            |

| Équipe nationale de Côte d'Ivoire CIV | Équipe nationale de Côte d'Ivoire CIV | Équipe nationale de Côte d'Ivoire CIV |
| ------------------------------------- | ------------------------------------- | ------------------------------------- |
| Num                                   | Coureur                               | Pos                                   |
| 131                                   | Bolodigui Ouattara (CIV)              | 70e                                   |
| 132                                   | Issiaka Fofana (CIV)                  | 67e                                   |
| 133                                   | Bassirou Konté (CIV)                  | 75e                                   |
| 134                                   | Amadou Lengani (CIV)                  | 61e                                   |
| 135                                   | Yacouba Soro Polo (CIV)               | 80e                                   |
| 136                                   | Mongonlon Touré (CIV)                 | 77e                                   |

| Équipe nationale de Namibie NAM | Équipe nationale de Namibie NAM | Équipe nationale de Namibie NAM |
| ------------------------------- | ------------------------------- | ------------------------------- |
| Num                             | Coureur                         | Pos                             |
| 141                             | Dan Craven (NAM)                | 11e                             |
| 142                             | Johannes Hamunyela (NAM)*       | 79e                             |
| 143                             | Chiponeni Kashelulu (NAM)       | 72e                             |
| 144                             | Tjipe Murangi (NAM)             | 71e                             |
| 145                             | Lotto Petrus (NAM)              | 76e                             |
| 146                             | Raul Costa Seibeb (NAM)*        | 21e                             |